# Dan Byrd
Daniel "Dan" Byrd, född 20 november 1985 i Marietta, Georgia, är en amerikansk skådespelare. Han har bland annat medverkat i En askungesaga (A Cinderella Story) (2004) med Hilary Duff. Han har också medverkat i The Hills Have Eyes. År 2007-2008 var han med i tv-serien Aliens In America. Byrd medverkade också i filmen Easy A från 2010 där han spelar en homosexuell kille som är kompis med huvudpersonen Olive samt i TV-serien Cougar Town tillsammans med Courteney Cox som producerades 2009–2015.